# مويسيس سيلفا
مويسيس سيلفا (بالإنجليزية: Moisés Silva)‏ هو مترجم الكتاب المقدس ‏ ومترجم أمريكي، ولد في 4 سبتمبر 1945 في هافانا في كوبا.